# 蒙祖克
蒙祖克（Mundzuk；390年之前—434年之前），一译蒙杜克，是一位匈人王子。他是匈人君主鲁吉拉的弟弟，也是阿提拉和布列达的父亲。
因鲁吉拉將匈人君主傳位於阿提拉和布列达，蒙祖克很可能死於兄長鲁吉拉之前。
蒙祖克的名字在约达尼斯所著的《哥特史》中有提到，但与他的两个著名的儿子相反，他是一位默默无闻的王子，其生平事迹也不为人所知。匈牙利神话传说中声称蒙祖克是宁录的后代。

## 家庭
- 父：
  - 烏爾丁
- 兄：
  - 卢阿
  - 奥克塔
- 子：
  - 阿提拉
  - 布列达
- 孫：
  - 鄧吉西克
  - 艾拉克
  - 厄爾納克